# Граф Монте-Крісто (фільм, 2002)
«Граф Монте-Крісто» (англ. The Count of Monte Cristo) — американський пригодницький фільм 2002 року режисера Кевіна Рейнольдса, який є адаптацією однойменного роману 1844 року Александра Дюми. У фільмі зіграли Джеймс Кевізел, Гай Пірс, Річард Гарріс, Джеймс Фрейн, Дагмара Домінчик і Луїс Гузман.

## Акторський склад
| Актор            | Роль                 |
| ---------------- | -------------------- |
| Джеймс Кевізел   | Едмон Дантес         |
| Гай Пірс         | Фернан Мондеґо       |
| Річард Гарріс    | Абат Фаріа           |
| Джеймс Фрейн     | Жерар де Вільфор     |
| Дагмара Домінчик | Мерседес             |
| Луїс Гузман      | Джакопо              |
| Майкл Вінкотт    | Арман Дорлеак        |
| Генрі Кавілл     | Альбер Мондеґо       |
| Джейбі Бланк     | Луїджі Вампа         |
| Алекс Нортон     | Наполеон Бонапарт    |
| Патрік Ґодфрі    | Моррелль             |
| Гелен Мак-Крорі  | Валентина де Вільфор |

## Сюжет

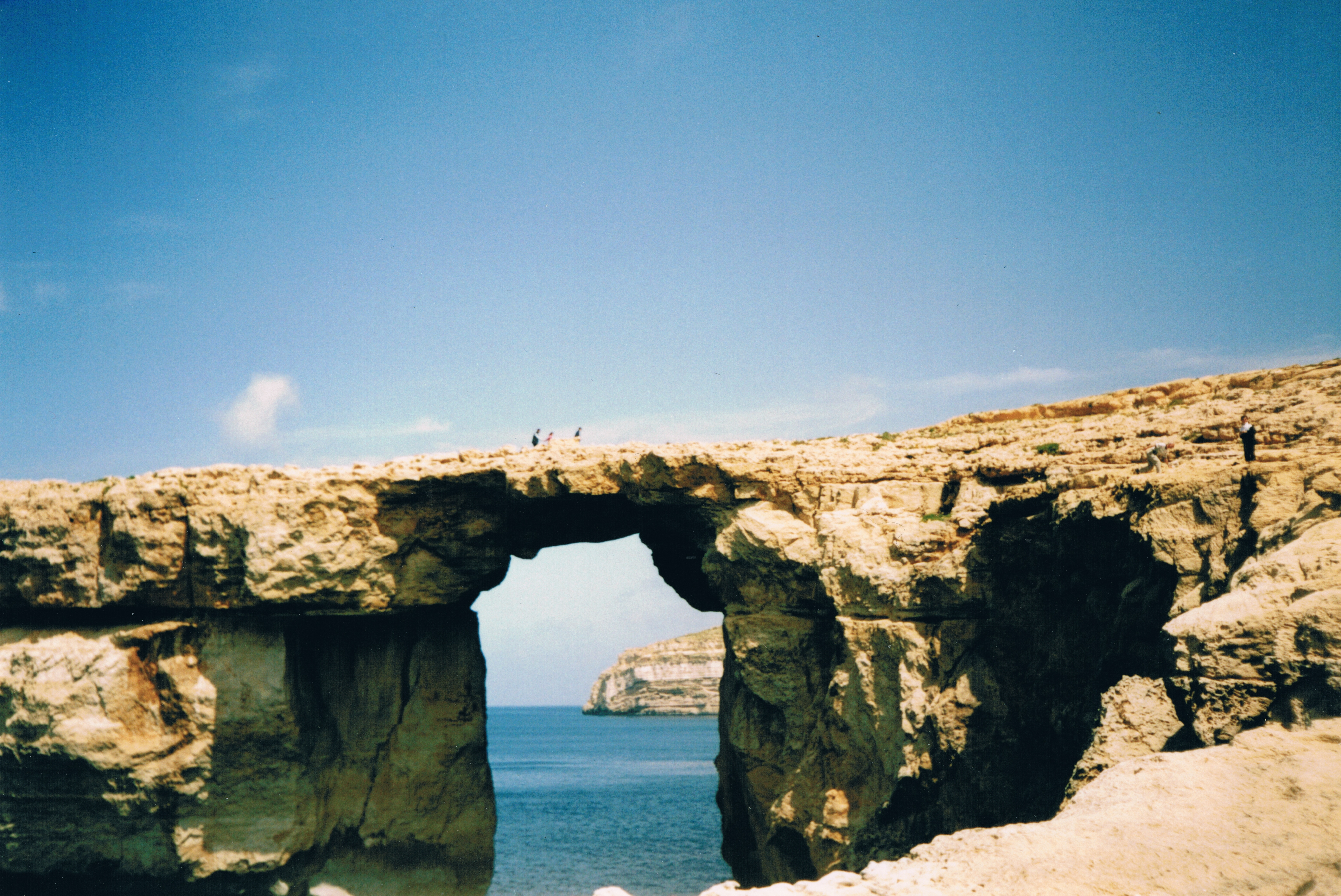
Лазурне вікно Гоцо на задньому плані деяких сцен (картинка 2003 року).

У 1815 році Едмон Дантес, помічник капітана французького торгового судна, та його друг Фернан Мондеґо, представник судноплавної компанії, шукають на Ельбі медичної допомоги для свого хворого капітана. На острові у вигнанні перебуває Наполеон Бонапарт. Утримавши своїх охоронців від вбивства незнайомців, Бонапарт у приватній розмові просить Едмона доставити листа на материк в обмін на послуги свого лікаря. Едмон присягає зберігати таємницю, але Фернан стає свідком їхньої угоди. У Марселі власник компанії Моррелль хвалить Едмона за хоробрість і підвищує його до капітана замість Дангларса. Після цього Едмон заявляє про свій намір одружитися зі своєю дівчиною Мерседес, яку кохає Фернан.
Заздрячи Едмону, Фернан і Дангларс доносять на Едмона щодо листа Бонапарта, в якому міститься інформація, що може допомогти Бонапарту втекти з Ельби. Вільфор, головний суддя міста, заарештовує Едмона, але спочатку готується виправдати його, аж поки не дізнається, що лист адресований його батьку-бонапартисту, пану Кларіону. Він спалює лист і наказує ув'язнити Едмона у замку Іф. Едмон тікає від Вільфора і звертається за допомогою до Фернана, але Фернан натомість видає його жандармам, які переслідували його. Едмона відправляють до острівної в'язниці та її садистського наглядача Армана Дорлеака. В обмін на те, щоб переконати Мерседес, що Едмон був страчений за державну зраду, і що вона повинна втішатися Фернаном, Вільфор вмовляє Фернана вбити свого батька.
Шість років по тому Едмон здригається від стукіту у своїй камері, що відкриває ще одного в'язня, абата Фаріа, який копав тунель для втечі, але не в тому напрямку. Фаріа був ув'язнений на 11 років після того, як відмовився розповісти Бонапарту про місцезнаходження скарбу сім'ї Спада. В обмін на допомогу Едмона в копанні нового тунелю Фарія навчає його широкому спектру академічних і бойових дисциплін. Фаріа смертельно травмується під час обвалу в тунелі, але перед смертю дає Едмону карту скарбу і благає його використовувати її тільки на благо. Перед утилізацією трупа Фарія Дантес займає його місце у мішку. Незабаром наглядач Дорлеак та двоє охоронців відносять мішок до прірви та кидають у море. В останній момент Едмону вдається схопити Дорлеака та потягнути його за собою.
Вибравшись з мішку та пробираючись до берега, Едмонд стикається з бандою піратів, які готуються стратити одного зі своїх, Джакопо. Їхній лідер, Луїджі Вампа, вирішує, що розвага буде кращою, якщо Едмонд і Джакопо зійдуться в ножовому бою. Едмон перемагає, але щадить Джакопо, який присягається Едмону на все життя. Вони обидва працюють з піратами, поки не прибувають до Марселя. Від Моррелля, який його не впізнає, Едмон дізнається, що Фернан і Данглар були співучасниками його зради, що його батько наклав на себе руки з горя, і що Фернан і Мерседес одружилися незабаром після ув'язнення Едмона. За допомогою карти Фарії вони з Джакопо знаходять скарб на острові Монтекрісто. З новознайденим багатством і всебічною освітою Едмон утверджується в паризькому суспільстві як "граф Монте-Крісто", а Джакопо стає його слугою, і присягається помститися тим, хто змовився проти нього.
Едмон втирається в довіру до Мондеґо, інсценувавши викрадення і порятунок його сина Альбера. Він заманює Фернана, Вільфора і Данглара в пастку, натякаючи, що знайшов скарб Спади і везе його через Марсель. Його плани призводять до того, що Дангларса ловлять на гарячому під час крадіжки, а Вільфора обманом змушують розповісти про свою роль у смерті батька; обох заарештовують. Фернан збанкрутував, бо Едмон заборгував йому гроші за азартні ігри. Незважаючи на те, що його зовнішність різко змінилася, Мерседес впізнає Едмона. Коли Фернан готується до втечі з країни, Мерседес розповідає, що єдиною причиною, через яку вона вийшла за нього заміж, була її вагітність Альбером, який насправді є сином Едмона.
Едмон влаштовує Фернану засідку в руїнах родинного маєтку, змусивши його повірити, що там на нього чекає скарб Спада. Альбер втручається, коли Едмон намагається вбити Фернана, але Мерседес розповідає йому про його справжнє походження. Фернан спочатку намагається втекти, але передумує, зрозумівши, що йому тікати нікуди, і викликає Едмона на смертельний двобій; Едмон перемагає.
Едмон купує замок Іф з наміром зруйнувати його, але не робить цього, згадуючи присягу Фарію використовувати свої величезні статки на благо і їде з новою сім'єю.

## Виробництво
Більша частина зйомок проходила на острові Мальта, де столиця Валлетта замінила Марсель. Укріплене місто Вітторіоза, частина Великої гавані Валлетти, було обрано через його схожість з Марсельським портом початку 19 століття. Ділянка набережної Вітторіози, відома як Xatt Ir-Risq і форт Сент-Ельмо, представлені в сценах «Марселя». Велика гавань мала додаткову перевагу, будучи одним з небагатьох портів, достатньо глибоких, щоб дозволити пришвартуватися вітрильним суднам, які прибували з Великої Британії на тривалий термін. Вежа Святої Марії на острові Коміно була використана для екстер'єру замку Іф; Лазурне вікно Гозо також з'являється в сценах, що відбуваються на острові Монтекрісто.
В Ірландії локації включали маєток Пауерскорт, який замінив маєток, що купує Дантес, в якому він влаштовує своє грандіозне представлення паризькому суспільству, а Кілруддері-хаус з'являється як дім Мондеґо на початку фільму. Кульмінаційна сцена двобою між Дантесом і Мондеґо була знята поблизу Слейна в графстві Міт.